# Jamshila
Jamshila es una ciudad censal situada en el distrito de Sonbhadra en el estado de Uttar Pradesh (India). Su población es de 7923 habitantes (2011). 

## Demografía
Según el censo de 2011 la población de Jamshila era de 7923 habitantes, de los cuales 4208 eran hombres y 3715 eran mujeres. Jamshila tiene una tasa media de alfabetización del 88,08%, superior a la media estatal del 67,68%: la alfabetización masculina es del 94,58%, y la alfabetización femenina del 80,70%